# Dinaly
Marthe Ngo Mouaha, dite Dinaly, est une chanteuse camerounaise de makossa, née à Douala. Elle a été DG de France sécurité services entreprise base en France, promotrice de GARDI Security en France promotrice et PDG du groupe media RTM Radio et LTM TV par ailleurs PDG des labels Rtm production et D-production. présidente de club notamment de Dynamo Fc, un club de 2e division de la ligue professionnelle de football du Cameroun (LPFC).Membre de la commission ad hoc du football féminin camerounais, vice-presidente du GREFC&MD

## Biographie
Elle sort son deuxième album, Muto, en 2003. L'année suivante, elle remporte le Kora Awards du meilleur espoir féminin d'Afrique centrale.
Le 7 janvier 2012, elle est élue présidente du club de football Dynamo Douala.
Le 23 avril 2013, elle intègre le Conseil d'Administration de la Société Camerounaise de l'Art Musical.
Elle est aussi chef d'entreprise. Car elle est la première femme à la tête du groupe de média constitué de Real Time Music (RTM Radio) et Love Tom and Marthe (LTM TV) depuis de nombreuses années. 

### Vie privée
Elle épouse le chanteur Tom Yom's le 16 décembre 2005. Il décède deux ans plus tard à Paris, des suites d'une maladie.

## Discographie

### Albums
- 1998 album:révélation
- 2003 : Muto
- 2018 single je t'attends

### Articles Connexes
- Audrey Yetna Chicot
- Dynamo FC de Douala
- Tom Yom's